# Omicron furiosum
Omicron furiosum är en stekelart som beskrevs av Giordani Soika 1978. Omicron furiosum ingår i släktet Omicron och familjen Eumenidae. Inga underarter finns listade i Catalogue of Life.